# 예봉산
예봉산(禮峯山)은 대한민국 경기도 남양주시 와부읍 도곡리, 팔당리와 조안면 진중리, 조안리에 걸쳐있는 높이 683.2m의 산이다. 북쪽으로는 적갑산과 갑산이, 동북쪽으로는 운길산이, 동남쪽으로는 예빈산이, 한강을 건너 남쪽에는 검단산을 마주보고 있다.
조선시대때부터 수림이 울창하여 인근지역과 한양에 땔감을 대주던 연료 공급지였다. 예로부터 인근주민들에게는 운길산과 함께 사랑산 혹은 예빈산(옛 명칭으로는 철마산이라 불렸음)을 작은사랑산으로 칭하고 큰사랑산으로 칭했다. '산을 위해 제사 지낸다'라는 뜻을 가지고 있다고 한다. 그런 의미로 영산이라는 별칭도 존재한다.
조선시대의 지도에서 예봉산의 명칭을 보면 해동지도, 동여도, 대동여지도에는 예빈산(禮賓山), 청구도, 대동지지에는 예봉산(禮奉山), 조선지지자료, 조선지형도에는 예봉산(禮峰山)으로 기록되어 있다. 대한제국 시대까지는 경기도 광주에 속해 있었으나, 일제강점기때 편찬된 조선지형도에는 경기도 양주군에 소속된 것으로 기록되어 있다.
예봉산은 남양주시에서 중앙선이 복선 전철화된 이후 접근성이 높아져 등산객들의 출입이 잦아졌으며, 다산길 4번코스가 이 곳을 지나고 다산길 1-1번코스가 예봉산 테두리를 지난다.

## 입산 방법
- 도곡리

도심역 - 궁촌로 - 어룡마을 - 예봉산
- 팔당리

팔당역 - 상팔당 - 예봉산
- 조안리

조안리 - 초동마을

## 같이 보기
- 운길산
- 검단산
- 한국의 산

## 참조
1. ↑  느림의 미학 떠나볼까...수도권서 하나뿐인 '슬로시티' 남양주 조안면 ::: 중부일보